# Castillo Sumoto
El castillo Sumoto (洲本城 Sumoto-jō?) es una fortificación japonesa de principios del siglo XVI en Sumoto, ciudad de la isla de Awaji (prefectura de Hyōgo). Construido en la cima del monte Mikuma, sirvió como punto estratégico de la bahía de Osaka bajo control de Toyotomi Hideyoshi durante el período Sengoku.

## Historia

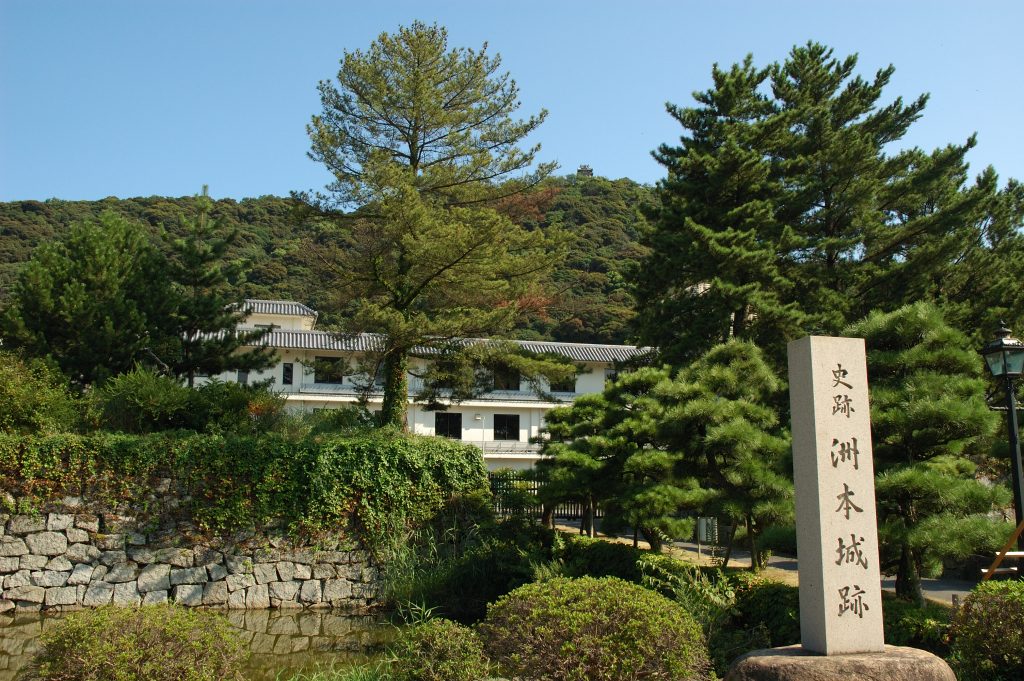
El museo Awajishima en la base del monte Mikuma. Puede apreciarse el tenshu del castillo en la cima de la montaña.

Atagi Haruoki, sirviente del clan Miyoshi (que controlaba parte de Shikoku), inició la construcción en 1526. Más adelante, en 1581, Toyotomi Hideyoshi tomó el control de Awaji y colocó a Sengoku Hidehisa a cargo de la isla y la fortaleza. Este comenzó la expansión y reconstrucción del castillo; asimismo, la mampostería más antigua que sobrevive en la actualidad data de este período. En 1585 Hachisuka Yoshihide lo reemplazó, amplió y reforzó el castillo para proteger la base principal de Hideyoshi en Osaka. De este modo, la fortificación de Sumoto fue una de las cuatro que cumplieron esta finalidad.
Tras la derrota del clan Toyotomi en la Batalla de Sekigahara (1600), Tokugawa Ieyasu concedió la isla al clan Ikeda, que gobernaba el castillo Himeji. Por este motivo abandonaron la fortaleza de Sumoto y se mudaron al castillo de Yura, más cercano a Himeji, en el norte de la isla. En 1616, después de la caída del castillo de Osaka, Tokugawa entregó Awaji al clan Hachisuka, con base en Tokushima. A partir del 1631 el clan Inada (vasallo de los Hachisuka) comenzó a gobernar la isla y, aunque sus integrantes regresaron a Sumoto, en lugar de ocupar el castillo se instalaron en la base de la montaña.
Durante el período Edo se desmantelaron todos los edificios del fuerte debido a un edicto de 1642, que limitaba la cantidad de castillos a uno por dominio. En 1928 se construyó el tenshu (torre principal) a base de hormigón, siendo este el torreón reconstruido más antiguo del país. Por otra parte, ni en escala ni en diseño se trata de una representación precisa del original. En la actualidad restan muros de piedra y parte del foso, y es donde se ubica el museo Awajishima. Este edificio muestra exhibiciones y artefactos de la historia del castillo.